# Exarcado archiepiscopal de Járkov
El exarcado archiepiscopal de Járkov (en ucraniano: Харківський екзархат) es una circunscripción eclesiástica de la Iglesia católica en Ucrania. Se trata de un exarcado archiepiscopal greco-católico ucraniano, inmediatamente sujeto al archieparca mayor de Kiev-Galitzia. Desde el 2 de abril de 2014 el exarca archiepiscopal es el obispo Vasyl Volodymyr Tuchapets, de la Orden basiliana de San Josafat.

## Territorio y organización
El exarcado archiepiscopal tiene 83 997 km² y extiende su jurisdicción sobre los fieles católicos de rito bizantino greco-católico ucraniano residentes en las óblasts de Sumy, Poltava y Járkov.
La sede del exarcado archiepiscopal se encuentra en la ciudad de Járkov, en donde se halla la Catedral de San Nicolás, en fase de construcción. 
En 2020 en el exarcado archiepiscopal existían 23 parroquias.

## Historia
El exarcado archiepiscopal de Járkov fue erigido el 2 de abril de 2014, separando territorio del exarcado archiepiscopal de Donetsk-Járkov, que asumió el nombre de exarcado archiepiscopal de Donetsk. 
Desde la Invasión rusa de Ucrania en 2022 parte del exarcado archiepiscopal se encuentra ocupado por Rusia y en estado de guerra.

## Estadísticas
Según el Anuario Pontificio 2021 el exarcado archiepiscopal tenía a fines de 2020 un total de 5970 fieles bautizados.
| Año                                                                             | Población            | Población | Población      | Sacerdotes | Sacerdotes    | Sacerdotes    | Bautizados por sacerdote | Diáconos permanentes | Religiosos | Religiosos | Parroquias |
| Año                                                                             | Bautizados católicos | Total     | % de católicos | Total      | Clero secular | Clero regular | Bautizados por sacerdote | Diáconos permanentes | Varones    | Mujeres    | Parroquias |
| ------------------------------------------------------------------------------- | -------------------- | --------- | -------------- | ---------- | ------------- | ------------- | ------------------------ | -------------------- | ---------- | ---------- | ---------- |
| 2015                                                                            | 6000                 |           |                | 14         | 12            | 2             | 428                      |                      | 2          | 5          | 18         |
| 2018                                                                            | 6000                 |           |                | 19         | 17            | 2             | 315                      |                      | 3          | 9          | 21         |
| 2020                                                                            | 5970                 | ?         | ?              | 19         | 17            | 2             | 314                      |                      | 3          | 9          | 23         |
| Fuente: Catholic-Hierarchy, que a su vez toma los datos del Anuario Pontificio. |                      |           |                |            |               |               |                          |                      |            |            |            |

## Episcopologio
- Vasyl Volodymyr Tuchapets, O.S.B.M., desde el 2 de abril de 2014